# Conrad Kleinschmidt
Johan Conrad Kleinschmidt (1768 – 1832) var en tysk herrnhutisk missionær på Grønland og far til Samuel Kleinschmidt.
Kleinschmidt blev født d. 29. december 1768 i Ober-Dorla ved Mühlhausen i Thüringen. Han var søn af Emanuel Kleinschmidt og Maria Kleinschmidt, født Bomberg. Familien flyttede i 1775 til Neudietendorf, en Herrnhutermission i Tyskland, på anbefaling af en læge ved navn Sternbeck, og blev en del af menigheden. 

## Mission og ægteskab ved lodtrækning
Ved udpegningen af en missionær på Grønland før 1793 blev han valgt ved lodtrækning som Herrnhuterne gjorde det. I 1793 sendte det evangeliske Brødreunitet ham således til Grønland, hvor han på forskellige steder udfoldede en betydelig virksomhed i den herrnhutiske Missions tjeneste. 
Hans ægteskaber blev ligesom hans karriere også besluttet ved lodtrækning. Lodtrækningen faldt på Anna Margrethe Hammeleff fra Styding ved Haderslev. Hun blev sendt til Grønland og 25. juli 1800 blev de gift i Neu-Herrnhut, Grønland. Efter hendes død 9. maj 1812 i Akunnat (nær Qeqertarsuatsiaat), blev der igen fundet en kone til ham ved lodtrækning. Herrnhuterne mente, at lodtrækningerne faldt ud efter Guds vilje. Der var fem ugifte søstre i Søsterhuset i Christiansfeld, som ikke faldt ud i lodtrækningen, men i stedet blev det Christina Petersen fra Gimsing ved Struer. De kunne ikke mødes i Danmark, da der var krig, men mødtes i England og 3. maj 1813 blev de gift. Med Christina Petersen fik Kleinschmidt i 1814 sønnen Samuel Kleinschmidt. 
I 1824 drog han, ledsaget af 2 Medhjælpere, til Nanortalik (Tysk:Friedrichsthal) ( Dansk: Frederiksdal) på den sydlige Del af den grønlandske Vestkyst, ved Kap Farvel og lagde grundstenen til en ny mission/koloni. 1828 havde han der samlet en Menighed paa over 300 medlemmer. 
Han døde d. 23. februar 1832 i Friedrichsthal, Grønland og ligger begravet på kirkegården der.

## Grønlandsk bibel
Inden han kom til Friedrichsthal, havde han oversat Det Nye Testamente og brudstykker af det gamle paa Grønlandsk, og hans oversættelse af Det Nye Testamente var (1821 eller 1823) udgivet af det britiske Bibelselskab.